# عبد الحق نوري
عبد الحق نوري (بالهولندية: Abdelhak Nouri)‏ (مواليد 2 أبريل 1997 في أمستردام) الملقب ب "Appie" هو لاعب كرة قدم هولندي من أصول مغربية كانَ يلعب في مركز الوسط المهاجم ثم عدة مواقع مختلفة مع نادي أياكس الهولندي، ومنتخب هولندا تحت 21 سنة لكرة القدم.
في 8 يوليو 2017 وهو في ربيعه ال20، انهار عبد الحق نوري بعد سقوطه خلال مباراة ودية ضد فريق فيردر بريمن حيث أصيب بنوبة قلبية أدخلته في غيبوبة اصطناعية، مما تسبب له بتلف خطير ودائم في الدماغ أقعده عن ممارسة كرة القدم للأبد. وعلى الرغم من حالته، فقد أدرج نوري كلاعب في الفريق الأول لنادي أياكس قبل بداية موسم 2017–18.
بالإضافة إلى جنسيته المغربية، انضم اللاعب إلى نادي أياكس في سن السابعة وأصبح أصغر لاعب يفوز بلقب أفضل لاعب في الدوري الهولندي لكرة القدم للدرجة الثانية مع الفريق الاحتياطي شباب أياكس التابع لنادي أياكس. خلال مسيرته الاحترافية، التي استمرت أقل من ثلاث سنوات، شارك نوري في ستة انتصارات لنادي أجاكس في الدوري الهولندي الممتاز وهو نائب بطل البطولة خلال موسم 2016–17.
يعد نوري أفضل هداف في التاريخ في فئة هولندا تحت 19 سنة برصيد تسعة أهداف. وقد كان قبل إصابته على وشك الاختيار الدولي للعب مع هولندا أو المغرب.

## نشأته وحياته

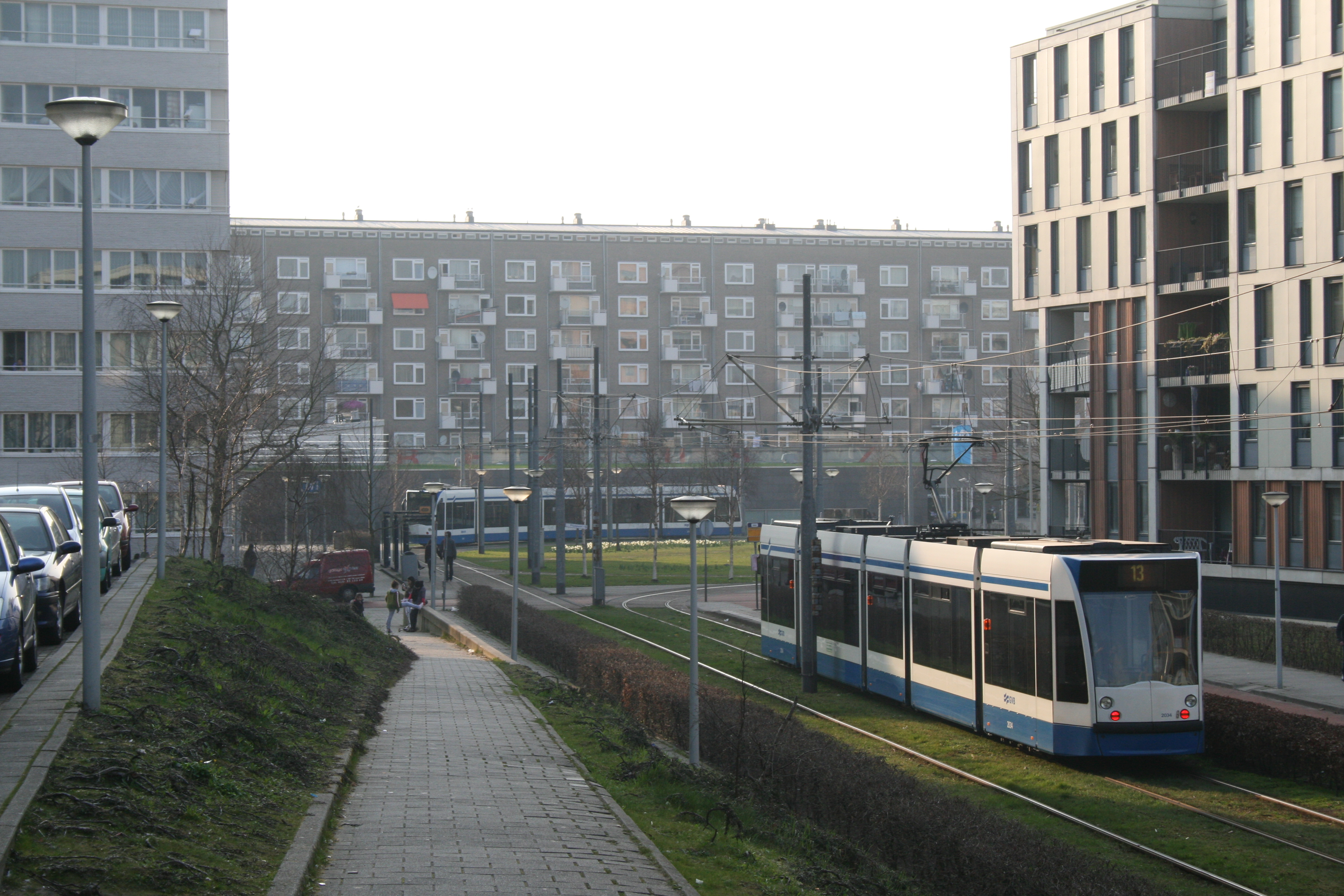
حي غوزينفيلد في أمستردام حيث عاش عبد الحق نوري.

ولد الأب محمد نوري في مدينة طنجة ثم هاجر إلى هولندا في عام 1990 لمواصلة دراسته في مجال المعلوماتية في جامعة أمستردام، لكنه سرعان ما تزوج من مغربية من مدينة تطوان، وتوقف عن الدراسة ليبدأ العمل في متجر للجزارة في منطقة غوزينفيلد في أمستردام، وهي منطقة كان يقطنها بكثرة المهاجرون المغاربة في الفترة ما بين 1970 إلى 1995. ولد بعدها عبد الحق نوري في 2 أبريل/نيسان 1997 وترعرع ضمن عائلة مغربية مسلمة مكونة من سبعة أطفال (أربع فتيات وثلاثة أولاد). فكان نوري متدينًا منذ نعومة أظافره، حيث بدأ الصلاة مبكرًا وهو في السابعة من عمره بالموازاة مع دراسته. وبفضل شعبية شقيقيه الكبيرين محمد وعبد الرحيم في الحي والمعروفان بممارستهما لكرة القدم، سار عبد الحق نوري على دربهما وبدأ يلعب كرة القدم بانتظام مع أصدقائه في ساحة نوري في أمستردام الغربية. حيث كان شقيقه محمد نوري لاعبا في نادي SV TEC الهولندي للدرجة الثالثة.
التحق عبد الحق نوري بواسطة والده وفي سن مبكرة بناديين للهواة في المدينة وهما نادي SC Eendracht '82 ونادي RKSV DCG. وقد تم رصد الشاب في سن السابعة من قبل مكتشفي المواهب التابعين لنادي أجاكس أمستردام الذين قاموا بتجنيده مبكرًا ضمن صفوف الفريق. ليلعب عبد الحق نوري في جميع فئات شباب أياكس تحت إشراف المدرب ديفيد إندت.
في أبريل 2007، شارك نوري في بطولة كأس العالم المصغرة للمنتخبات (موندياليتو) التي تقام في منطقة الغرب في البرتغال. ومن بين الفرق المنافسة لعب «أبي» ضد فريق مراكشي مغربي حيث سجل هدفين، لكن أداءه في المباراة كان مخيبا للآمال مما أثار موجة من السخط والغضب ضده في المدرجات سواء من قبل المشجعين أوآباء اللاعبيين في نادي أياكس حيث صرح أحدهم «"إنه يلعب بشكل سيئ لأنه يلعب ضد المغاربة."»
سطع نجم «أبي» في الصحف وهو في ربيعه الثالث عشر فقط كان أولها صحيفة هيت بارول الهولندية. في عام 2012، شارك في بطولة مارفيلد (Marveldtoernooi)، وهو نوع من كأس أوروبا يجمع أكبر الأندية في أوروبا تحت فئة 16 سنة، حيث أنهي المسابقة بالحصول على جائزة أفضل لاعب في المسابقة. في سن الرابعة عشر، كان عبد الحق نوري يقضي مساءه بعد انهاء تداريبه في مجزرة والده بالحي. في عام 2013، توقف والده عن العمل في متجر الجزارة لأسباب صحية.
في أبريل 2014، جذب الانتباه اليه كموهبة بارزة حيث تم اختياره كأحد أفضل اللاعبين في كأس المستقبل. ثم تم اختياره كواحد من أفضل 40 لاعباً شاباً ولدوا عام 1997 من قبل صحيفة الغارديان. وذلك قبل أن يبدأ مشواره الاحترافي.
في نوفمبر 2014، دعاه المدرب فرانك دي بوير للتدرب مع الفريق الأول. وخلال نافذة الانتقالات الشتوية لموسم 2014–15، تمت دعوته مرة أخرى مع اللاعب دوني فان دي بيك للتدرب مع فريق أياكس الأول في دولة قطر. وبفضل أدائه الجيد مع فئة الشباب تحت سن 19 سنة، سُمح له بالتدرب يومياً مع الفريق الأول. بعد شهر، مدد عبد الحق عقده مع النادي حتى منتصف 2018، وخلال ذلك شارك مع فريق أياكس تحت سن 19 سنة في الدوري الأوروبي للشباب، حيث برز نجمه على الساحة الأوروبية في المباريات ضد نادي برشلونة وباريس سان جيرمان.

## المسيرة الكروية

### محليا

#### أياكس
نوري هو من خريجي أكاديمية الشباب لنادي أياكس. شارك في أول مباراة رسمية له مع الفريق الاحتياطي لأياكس في 13 مارس 2015، في مباراة بدوري الدرجة الثانية الهولندي ضد في في في فينلو، حيث دخل كبديل عن داني باكر في الدقيقة 78 من مباراة الخسارة 1–0.
في 21 سبتمبر 2016، شارك نوري في أول مباراة رسمية له مع الفريق الأول لأياكس في كأس هولندا ضد فيلم تو تيلبورغ، وسجل هدف. بسبب أداءة مع رديف أياكس خلال الموسم حصل على جائزة لاعب الموسم 2016–17 في دوري الدرجة الثانية الهولندي، فضلا عن ترقيته للفريق الأول.

### دوليا

#### الاختيار بين هولندا والمغرب (2014–2017)
في 9 أكتوبر 2014، تم استدعائه للعب مع هولندا تحت 19 سنة. في ذلك الوقت، كان نوري يحمل الجنسية المغربية ومستقطب من قبل الجامعة الملكية المغربية لكرة القدم.
لعب نوري مباراته الدولية الأولى ضد منتخب أندورا لكرة القدم تحت 19 سنة في تصفيات بطولة كأس الأمم الأوروبية 2015 تحت 19 سنة. حيث تمكن من تسجيل هدفين والفوز رفقة فريقه بحصيلة ضخمة 7 أهداف مقابل 0، لكنه لم يستطع تجاوز مرحلة المجموعات في هذه المسابقة، فتابع عبد الحق المشاركة في عدد من المباريات رفقة هولندا تحت 19 سنة حيث تمكن من تسجيل 9 أهداف في 23 مباراة مما أهله إلى التصفيات المؤهلة لنهائيات كأس الأمم الأوروبية 2016 تحت 19 سنة.
في حين أن العديد من الهولنديين المغاربة كانوا يختارون اللعب دوليا لصالح أسود الأطلس. فحاول الناخب الوطني هيرفي رينارد، توجيه دعوة لعبد الحق نوري للانضمام إلى الفريق الأولمبي المغربي تحت 23 سنة بقيادة الهولندي مارك ووت، لكن الأخير رفض الدعوة، مفضلاً مواصلة حملته الأوروبية بعد التأهل لبطولة أمم أوروبا تحت 19 سنة 2016. شارك نوري في المسابقة التي فاز بها بكل سهولة منتخب فرنسا تحت 19 سنة لكرة القدم. وبتسجيله هدفا ضد منتخب ألمانيا تحت 19 سنة لكرة القدم في التصفيات، حيث كان قائد المنتخب طوال سلسلة مبارياته في المسابقة التي تعرف خلالها على اللاعب الفرنسي عثمان ديمبيلي الذي سرعان ما أصبح صديقًا مقربا له.

## التقاعد الاضطراري

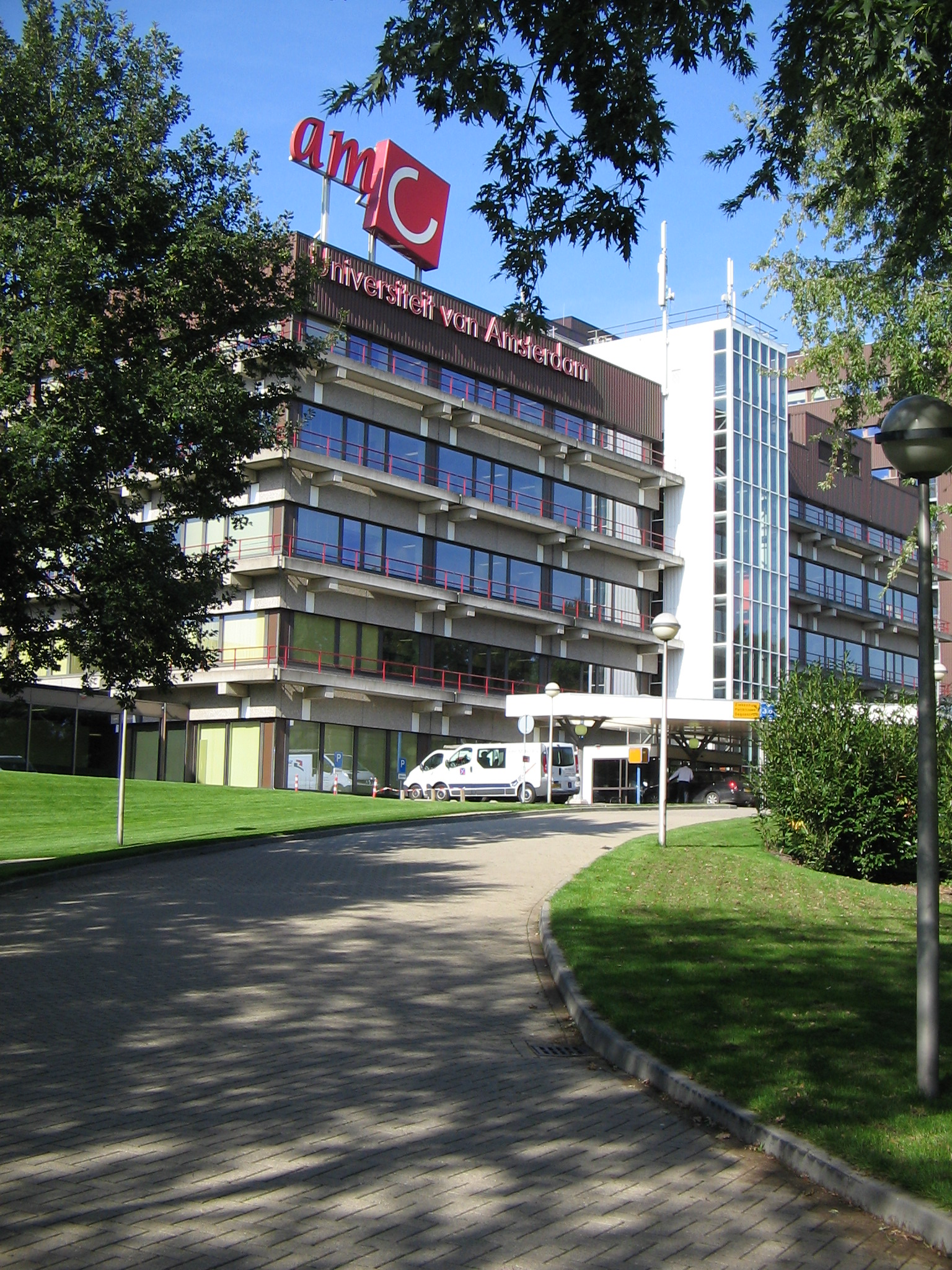
المركز الطبي الأكاديمي، مستشفى في أمستردام حيث يعيش نوري.

في 8 يوليو 2017 أصيب عبد الحق نوري بتلف خطير ودائم في الدماغ بعد سقوطه خلال مباراة ودية في النمسا. وقد صرح نادي أياكس في بيان رسمي أن نوري أُصيب باضطراب ضربات القلب خلال مباراة ودية أمام نادي فيردر بريمن الألماني. وأضاف أن فرص تعافي نوري من الإصابة معدومة. وأوضح البيان أن "التشخيص خلص إلى أن جزءا كبيرا من الدماغ توقف عن العمل. حدث كل هذا في الغالب بسبب نقص إمدادات الأكسجين في الدماغ.
منذ الحادث أصبح نوري غير قادر على تحريك عضلاته أوالتحدث أو الرؤية أو السماع أو الشعور، وهو يعيش حاليا في مستشفى في أمستردام في المركز الطبي الأكاديمي.
في 26 مارس 2020، أعلن عبد الرحيم شقيق اللاعب أنه استفاق من غيبوبته التي دامت حوالي 3 سنوات.

## الإشادة والتقدير
منذ ظهوره في أكاديمية أياكس كان عبد الحق نوري محط أنظار العديد من الأندية الرياضية واللاعبين الحاليين أو اللاعبين الأسطوريين السابقين والمدربين والصحافة بشكل عام باعتباره أحد أفضل المواهب الكروية الهولندية الصاعدة. وبالرغم من كونه لم تتح له الفرصة للعب موسم كامل مع فريق أياكس، إلا أن الكثيرون أدركوا أن مستقبل نوري كان سيكون حافلا لولا الإصابة، وهو ما عبر عنه العديد من المدربين المشهورين الذين التقوه أو قاموا بتدريبه.
غالبًا ما كانت وسائل الإعلام الهولندية تقارنه بالاعب الأسطوري يوهان كرويف، لكن نوري كان يرفض هذه المقارنة مصرحا: «"يجب ألا نجري هذه المقارنة أبدًا. لأن كرويف هو الأفضل في العالم".» كما صرح اللاعب الأرميني آراس أوزبيليز قائلا «"أستفيد بمجرد مشاهدة عبد الحق نوري يلعب".» فيما قال المدرب ديفيد إندت، الذي سيق له وأن درب نوري منذ بدايته في أكاديمية أياكس في أمستردام، «"يستمتع نوري كثيرا بالكرة، فهو يرقص معها وموهبته ملحوظة بسرعة في كل لقاء يجادل فيه. فأسلوبه وسيطرته ورؤيته للعبة، تجعلانه يجد دائماً الحل لكل شيء."»

## الإنجازات

### النادي
أياكس
- الدوري الأوروبي: الوصيف 2016–17[33]

### الفردية
- أفضل لاعب في بطولة كأس المستقبل (1): 2014[34]
- بطولة أمم أوروبا تحت 19 سنة 2016 – تشكيلة البطولة (1): 2016
- جائزة لاعب الموسم في دوري الدرجة الثانية الهولندي (1): 2016–17

### القيمة السوقية
| النادي     | الفترة     | القيمة      |
| ---------- | ---------- | ----------- |
| شباب أياكس | مارس 2015  | 25 000 €    |
| أياكس      | يوليو 2016 | 500 000 €   |
| أياكس      | يونيو 2017 | 2 500 000 € |

## الإحصائيات

### النادي
| الموسم   | النادي     | الدوري                         | الدوري    | الدوري  | الكؤوس الوطنية | الكؤوس الوطنية | كأس السوبر | كأس السوبر | المنافسات القارية       | المنافسات القارية | المنافسات القارية | المجموع   | المجموع |
| الموسم   | النادي     | الدوري                         | المباريات | الأهداف | المباريات      | الأهداف        | المباريات  | الأهداف    | المنافسات               | المباريات         | الأهداف           | المباريات | الأهداف |
| -------- | ---------- | ------------------------------ | --------- | ------- | -------------- | -------------- | ---------- | ---------- | ----------------------- | ----------------- | ----------------- | --------- | ------- |
| 2014–15  | شباب أياكس | الدوري الهولندي الدرجة الثانية | 2         | 0       | 0              | 0              | —          | —          | —                       | —                 | —                 | 2         | 0       |
| 2015–16  | شباب أياكس | الدوري الهولندي الدرجة الثانية | 17        | 1       | 0              | 0              | —          | —          | —                       | —                 | —                 | 17        | 1       |
| 2016–17  | شباب أياكس | الدوري الهولندي الدرجة الثانية | 7         | 4       | —              | —              | —          | —          | —                       | —                 | —                 | 7         | 4       |
| المجموع  | المجموع    | المجموع                        | 27        | 5       | 0              | 0              | —          | —          | —                       | —                 | —                 | 27        | 5       |
| 2016–17  | أياكس      | الدوري الهولندي الممتاز        | 9         | 0       | 3              | 1              | —          | —          | الدوري الأوروبي 2017–18 | 3                 | 0                 | 15        | 1       |
| 2017–18  | أياكس      | الدوري الهولندي الممتاز        | 0         | 0       | 0              | 0              | —          | —          | —                       | 0                 | 0                 | 0         | 0       |
| المجموع  | المجموع    | المجموع                        | 10        | 0       | 3              | 1              | —          | —          | —                       | 3                 | 0                 | 16        | 1       |
| الإجمالي | الإجمالي   | الإجمالي                       | 37        | 5       | 3              | 1              | –          | –          | –                       | 3                 | 0                 | 43        | 6       |

### المنتخب
يسرد الجدول التالي مباريات عبد الحق نوري مع منتخب هولندا لكرة القدم في فئة الشباب في الفترة ما بين 17 أبريل 2012 ويوليو 2017.
| فئة               | تاريخ          | الخصم            | النتيجة | الدقائق  | المنافسة                                           | الأهداف | التمريرات | قائد    | النادي           |
| ----------------- | -------------- | ---------------- | ------- | -------- | -------------------------------------------------- | ------- | --------- | ------- | ---------------- |
| هولندا تحت 15 سنة | 17 أبريل 2012  | لوكسمبورغ        | 3 – 0   | 90 دقيقة | مباراة ودية                                        | 2       | 1         | ليس بعد | أياكس تحت 17 سنة |
| هولندا تحت 15 سنة | 19 أبريل 2012  | لوكسمبورغ        | 4 – 0   | 90 دقيقة | مباراة ودية                                        | 1       | 1         | ليس بعد | أياكس تحت 17 سنة |
| هولندا تحت 15 سنة | 22 مايو 2012   | ألمانيا          | 3 – 1   | 90 دقيقة | مباراة ودية                                        | 0       | 0         | ليس بعد | أياكس تحت 17 سنة |
| هولندا تحت 15 سنة | 24 مايو 2012   | ألمانيا          | 3 – 2   | 90 دقيقة | مباراة ودية                                        | 0       | 1         | ليس بعد | أياكس تحت 17 سنة |
| هولندا تحت 16 سنة | 30 أكتوبر 2012 | كرواتيا          | 1 – 1   | 81 دقيقة | بطولة فال دي مارن                                  | 0       | 0         | ليس بعد | أياكس تحت 17 سنة |
| هولندا تحت 16 سنة | 1 نوفمبر 2012  | النرويج          | 6 – 1   | 88 دقيقة | بطولة فال دي مارن                                  | 1       | 3         | ليس بعد | أياكس تحت 17 سنة |
| هولندا تحت 16 سنة | 3 نوفمبر 2012  | فرنسا            | 1 – 0   | 90 دقيقة | بطولة فال دي مارن                                  | 0       | 0         | ليس بعد | أياكس تحت 17 سنة |
| هولندا تحت 16 سنة | 9 فبراير 2013  | النمسا           | 1 – 1   | 90 دقيقة | UEFA Development Tournament 2013                   | 0       | 0         | ليس بعد | أياكس تحت 17 سنة |
| هولندا تحت 16 سنة | 10 فبراير 2013 | اسكتلندا         | 3 – 0   | 28 دقيقة | UEFA Development Tournament 2013                   | 0       | 0         | ليس بعد | أياكس تحت 17 سنة |
| هولندا تحت 17 سنة | 13 سبتمبر 2013 | إسرائيل          | 3 – 2   | 90 دقيقة | Tournoi des 4 pays Allemagne 2013                  | 1       | 1         | ليس بعد | أياكس تحت 17 سنة |
| هولندا تحت 17 سنة | 16 سبتمبر 2013 | إيطاليا          | 4 – 1   | 23 دقيقة | Tournoi des 4 pays Allemagne 2013                  | 0       | 0         | ليس بعد | أياكس تحت 17 سنة |
| هولندا تحت 17 سنة | 17 أكتوبر 2013 | جزر فارو         | 4 – 0   | 90 دقيقة | تصفيات بطولة كرة القدم الأوربية تحت 17 سنة 2014    | 1       | 0         | ليس بعد | أياكس تحت 17 سنة |
| هولندا تحت 17 سنة | 19 أكتوبر 2013 | سان مارينو       | 12 – 0  | 4 دقيقة  | تصفيات بطولة كرة القدم الأوربية تحت 17 سنة 2014    | 1       | 0         | ليس بعد | أياكس تحت 17 سنة |
| هولندا تحت 17 سنة | 22 أكتوبر 2013 | جورجيا           | 1 – 0   | 12 دقيقة | تصفيات بطولة كرة القدم الأوربية تحت 17 سنة 2014    | 0       | 0         | ليس بعد | أياكس تحت 17 سنة |
| هولندا تحت 17 سنة | 26 فبراير 2014 | انجلترا          | 2 – 0   | 73 دقيقة | Tournoi des 4 pays Portugal 2014                   | 0       | 0         | ليس بعد | أياكس تحت 19 سنة |
| هولندا تحت 17 سنة | 2 مارس 2014    | البرتغال         | 2 – 2   | 81 دقيقة | Tournoi des 4 pays Portugal 2014                   | 0       | 0         | ليس بعد | أياكس تحت 19 سنة |
| هولندا تحت 17 سنة | 20 مارس 2014   | النمسا           | 2 – 1   | 90 دقيقة | تصفيات بطولة كرة القدم الأوربية تحت 17 سنة 2014    | 0       | 0         | ليس بعد | أياكس تحت 19 سنة |
| هولندا تحت 17 سنة | 22 مارس 2014   | السويد           | 2 – 0   | 89 دقيقة | تصفيات بطولة كرة القدم الأوربية تحت 17 سنة 2014    | 0       | 0         | ليس بعد | أياكس تحت 19 سنة |
| هولندا تحت 17 سنة | 9 مايو 2014    | تركيا            | 3 – 2   | 61 دقيقة | بطولة كرة القدم الأوربية تحت 17 سنة 2014           | 1       | 0         | ليس بعد | أياكس تحت 19 سنة |
| هولندا تحت 17 سنة | 12 مايو 2014   | مالطا            | 5 – 2   | 44 دقيقة | بطولة كرة القدم الأوربية تحت 17 سنة 2014           | 0       | 0         | ليس بعد | أياكس تحت 19 سنة |
| هولندا تحت 17 سنة | 15 مايو 2014   | انجلترا          | 2 – 0   | 90 دقيقة | بطولة كرة القدم الأوربية تحت 17 سنة 2014           | 0       | 0         | ليس بعد | أياكس تحت 19 سنة |
| هولندا تحت 17 سنة | 18 مايو 2014   | اسكتلندا         | 5 – 0   | 87 دقيقة | نصف نهائي بطولة كرة القدم الأوربية تحت 17 سنة 2014 | 1       | 3         | ليس بعد | أياكس تحت 19 سنة |
| هولندا تحت 17 سنة | 21 مايو 2014   | انجلترا          | 1 – 4   | 66 دقيقة | نهائي بطولة كرة القدم الأوربية تحت 17 سنة 2014     | 0       | 0         | ليس بعد | أياكس تحت 19 سنة |
| هولندا تحت 18 سنة | 5 سبتمبر 2014  | انجلترا          | 3 – 1   | 90 دقيقة | مباراة ودية                                        | 0       | 0         | ليس بعد | أياكس تحت 19 سنة |
| هولندا تحت 19 سنة | 9 أكتوبر 2014  | أندورا           | 7 – 0   | 89 دقيقة | تصفيات بطولة أمم أوروبا تحت 19 سنة 2015            | 2       | 1         | نعم     | أياكس تحت 19 سنة |
| هولندا تحت 19 سنة | 11 أكتوبر 2014 | مولدوفا          | 3 – 0   | 90 دقيقة | تصفيات بطولة أمم أوروبا تحت 19 سنة 2015            | 0       | 2         | نعم     | أياكس تحت 19 سنة |
| هولندا تحت 19 سنة | 10 مارس 2014   | بولندا           | 1 – 2   | 90 دقيقة | تصفيات بطولة أمم أوروبا تحت 19 سنة 2015            | 1       | 0         | نعم     | أياكس تحت 19 سنة |
| هولندا تحت 19 سنة | 26 مارس 2015   | صربيا            | 1 – 0   | 90 دقيقة | تصفيات بطولة أمم أوروبا تحت 19 سنة 2015            | 0       | 0         | نعم     | شباب أياكس       |
| هولندا تحت 19 سنة | 28 مارس 2015   | النرويج          | 1 – 1   | 90 دقيقة | تصفيات بطولة أمم أوروبا تحت 19 سنة 2015            | 0       | 0         | نعم     | شباب أياكس       |
| هولندا تحت 19 سنة | 31 مارس 2015   | سويسرا           | 0 – 4   | 90 دقيقة | تصفيات بطولة أمم أوروبا تحت 19 سنة 2015            | 2       | 0         | نعم     | شباب أياكس       |
| هولندا تحت 19 سنة | 7 يوليو 2015   | روسيا            | 1 – 0   | 90 دقيقة | بطولة أمم أوروبا تحت 19 سنة 2015                   | 0       | 0         | نعم     | شباب أياكس       |
| هولندا تحت 19 سنة | 10 يوليو 2015  | ألمانيا          | 0 – 1   | 12 دقيقة | بطولة أمم أوروبا تحت 19 سنة 2015                   | 0       | 0         | نعم     | شباب أياكس       |
| هولندا تحت 19 سنة | 13 يوليو 2015  | إسبانيا          | 1 – 1   | 90 دقيقة | بطولة أمم أوروبا تحت 19 سنة 2015                   | 0       | 0         | نعم     | شباب أياكس       |
| هولندا تحت 19 سنة | 3 سبتمبر 2015  | إيطاليا          | 0 – 0   | 90 دقيقة | مباراة ودية                                        | 0       | 0         | نعم     | شباب أياكس       |
| هولندا تحت 19 سنة | 7 سبتمبر 2015  | ألمانيا          | 1 – 2   | 90 دقيقة | مباراة ودية                                        | 0       | 0         | نعم     | شباب أياكس       |
| هولندا تحت 19 سنة | 7 أكتوبر 2015  | جبل طارق         | 9 – 0   | 90 دقيقة | تصفيات بطولة كرة القدم الأوروبية تحت 19 عام 2016   | 1       | 3         | نعم     | شباب أياكس       |
| هولندا تحت 19 سنة | 9 أكتوبر 2015  | ليختنشتاين       | 2 – 0   | 90 دقيقة | تصفيات بطولة كرة القدم الأوروبية تحت 19 عام 2016   | 0       | 1         | نعم     | شباب أياكس       |
| هولندا تحت 19 سنة | 12 أكتوبر 2015 | فرنسا            | 1 – 1   | 90 دقيقة | تصفيات بطولة كرة القدم الأوروبية تحت 19 عام 2016   | 0       | 0         | نعم     | شباب أياكس       |
| هولندا تحت 19 سنة | 12 نوفمبر 2015 | انجلترا          | 2 – 2   | 90 دقيقة | مباراة ودية                                        | 0       | 0         | نعم     | شباب أياكس       |
| هولندا تحت 19 سنة | 16 نوفمبر 2015 | أوكرانيا         | 3 – 2   | 42 دقيقة | تصفيات بطولة كرة القدم الأوروبية تحت 19 عام 2016   | 1       | 0         | نعم     | شباب أياكس       |
| هولندا تحت 19 سنة | 26 مارس 2016   | أيرلندا الشمالية | 2 – 3   | 89 دقيقة | تصفيات بطولة كرة القدم الأوروبية تحت 19 عام 2016   | 0       | 1         | نعم     | شباب أياكس       |
| هولندا تحت 19 سنة | 24 مارس 2016   | بولندا           | 0 – 0   | 89 دقيقة | تصفيات بطولة كرة القدم الأوروبية تحت 19 عام 2016   | 0       | 0         | نعم     | شباب أياكس       |
| هولندا تحت 19 سنة | 12 يوليو 2016  | كرواتيا          | 1 – 3   | 90 دقيقة | بطولة كرة القدم الأوروبية تحت 19 عام 2016          | 0       | 0         | نعم     | شباب أياكس       |
| هولندا تحت 19 سنة | 15 يوليو 2016  | انجلترا          | 1 – 2   | 90 دقيقة | بطولة كرة القدم الأوروبية تحت 19 عام 2016          | 0       | 0         | نعم     | شباب أياكس       |
| هولندا تحت 19 سنة | 18 يوليو 2016  | فرنسا            | 1 – 5   | 90 دقيقة | بطولة كرة القدم الأوروبية تحت 19 عام 2016          | 1       | 0         | نعم     | شباب أياكس       |
| هولندا تحت 19 سنة | 21 يوليو 2016  | ألمانيا          | 3 – 3   | 90 دقيقة | التصفيات المؤهلة لكأس العالم 2017 تحت 19 سنة       | 1       | 0         | نعم     | شباب أياكس       |
| هولندا تحت 20 سنة | 1 سبتمبر 2016  | جمهورية التشيك   | 4 – 1   | 90 دقيقة | مباراة ودية                                        | 0       | 2         | لا      | أياكس            |
| هولندا تحت 20 سنة | 4 سبتمبر 2016  | جمهورية التشيك   | 1 – 1   | 90 دقيقة | مباراة ودية                                        | 0       | 0         | لا      | أياكس            |
| هولندا تحت 21 سنة | 26 مارس 2017   | النمسا           | 0 – 1   | 85 دقيقة | مباراة ودية                                        | 0       | 0         | لا      | أياكس            |

## كتب ومؤلفات
Nouri: De belofte (ط. 1). هنك سبان (Henk Spaan). 2018. ص. 182 صفحة. ISBN:978-9026345845. {{استشهاد بكتاب}}: تحقق من التاريخ في: |تاريخ الوصول= (مساعدة) والوسيط |تاريخ الوصول بحاجة لـ |مسار= (مساعدة)

## معلومات
1. ↑  كان اللاعب يستعد لاتخاذ قراره بالاختيار الدولي بين اللعب في هولندا أو المغرب
2. ↑  الابن الاكبر محمد نوري ووالده لهما نفس الاسم الأول.
3. ↑  تم تغيير اسم الساحة تكريما لعبد الحق النوري بعد الحادثة من Nigel de Jong إلى "ساحة نوري"
4. ↑  أنهى محمد نوري مسيرته المهنية بعد حادثة شقيقه الأصغر عبد الحق في يوليو 2017.
5. ↑  يشمل المجموع أيضا المباراة الودية ضد فيردر بريمن.

## وصلات خارجية
- عبد الحق نوري على موقع الاتحاد الأوربي (الإنجليزية)
- عبد الحق نوري على موقع قاعدة بيانات كرة القدم.إي يو (الإنجليزية)
- عبد الحق نوري على موقع ليكيب (الفرنسية)
- عبد الحق نوري على موقع Soccerway.com (الإنجليزية)
- عبد الحق نوري على موقع عالم كرة القدم.نت (الإنجليزية)
- عبد الحق نوري على موقع AS.com (الإسبانية)